# Wisława Szymborska
Maria Wisława Anna Szymborska (Bnin (Kórnik), 2 juli 1923 – Krakau, 1 februari 2012) was een Poolse dichteres. Ze behoort tot de belangrijkste dichters van haar generatie in Polen en is een van de meest gelezen én gelauwerde dichters van deze tijd. Haar oeuvre is klein, slechts 400 gedichten, maar ze zijn wereldberoemd en uitgebracht in 40 talen. Ze won de Nobelprijs voor Literatuur in 1996. Het Nobelcomité zag in haar de Mozart van de poëzie.

Haar werk kenmerkt zich door een tedere kijk op alledaagse dingen. De gedichten van Szymborska worden vaak omschreven met termen als 'speels', 'ironisch' en 'verrassend'. Ze slaagt er telkens in zich over het meest alledaagse te verwonderen en daarin een nieuw perspectief te openen: nuchter, helder, direct en vaak met humor.

## Biografie
Szymborska werd geboren in Bnin in de toenmalige Tweede Poolse Republiek, niet ver van Kornik. Haar vader, Wincenty Szymborski, was rentmeester van graaf Zamoyski. De geboortenaam van haar moeder, Anna, was Rottermund.
In 1931, toen Wislawa acht jaar oud was, verhuisde het gezin Szymborska naar Krakau, waar de dichteres tot aan haar dood zou blijven wonen. Vanaf 1935 ging Szymborska naar het gymnasium van de Ursulinen in Krakau. Tijdens de Duitse bezetting van Polen kreeg ze, in het geheim, onderwijs en in 1941 deed ze eindexamen. Na de oorlog studeerde ze Poolse Taal- en Letterkunde en ging in een (later beroemd geworden) schrijvershuis in Krakau wonen.
Ze maakte haar studie niet af en trouwde in 1948 met Adam Wlodek, de hoofdredacteur van de weekendbijlage van het dagblad Dziennik Polski, waarin ook Szymborska’s eerste gedichten verschenen. Het huwelijk hield geen stand en in 1954 scheidden ze van elkaar.
In 1957 verscheen haar dichtbundel Roepen naar Yeti, waarin ze het communisme afzwoer en elke vorm van dogmatisme verwierp. De relatie met haar tweede levensgezel, de schrijver Kornel Filipowicz, duurde 23 jaar. Na zijn dood in 1990 schreef ze het gedicht Kat in een lege flat, waarin ze probeerde haar verlies te duiden en te verwerken. Zes jaar later, in 1996, kreeg zij de Nobelprijs voor Literatuur en brak ook door in het Westen.

## Thematiek
Szymborska heeft een voorkeur voor alledaagse details en gebeurtenissen, vaak bezien vanuit een kosmisch perspectief. De toon van de gedichten is vertellend en beschouwend en vooral vol van verwondering. Ze schuwt grote woorden, spreekt niet over abstracte vergezichten. Alles is zoals het is. Niets is gewoon, ook het gewone niet. Ze verkondigde geen theorieën, stond niet aan de wieg van nieuwe stromingen in de poëzie en deed niet mee aan discussies over moderne Poolse poëzie.
De kracht van haar poëzie ligt in de manier waarop ze het heden met het verleden verbindt en het heden met de toekomst. Een gebeurtenis of een ervaring krijgt daardoor de gewichtloze dimensie van de eeuwigheid. De gedichten beschrijven zowel de realiteit als dat wat er niet is, in een constante balanceeroefening. Daarbij verblijft ze liefst in het heden.

## De dood
Szymborska schreef regelmatig over de immorele kanten van de menselijke geschiedenis: de staat die de vrijheid van denken gevangen probeerde te houden en de veelvuldige misdaden tegen de menselijkheid. Haat leek haar een belangrijk leitmotiv in de 21ste eeuw, met als gevolg oorlogen, onnodig lijden en de dood.
Het thema de dood komt in haar gedichten op twee manieren voortdurend terug. Enerzijds het huiveringwekkende gevoel van de naderende dood en aan de andere kant de onverschilligheid tegenover het lijden van de anderen.
Hoewel de dood onvermijdelijk is, ziet Szymborska de menselijke creativiteit als een bron om het onoverwinnelijke te overwinnen.
Ze voelde zich maatschappelijk betrokken en dacht na over de politiek, maar zij wilde liever, als dichteres, de politiek en andere zaken met een zekere "distantie" observeren. Om te zoeken naar woorden, een gevecht aan te gaan met haar eigen onwetendheid. Daarom wilde ze ook niet schrijven over actuele zaken, waar ze nog niet over had nagedacht.
In de gedichten, die ze meteen na de Tweede Wereldoorlog schreef, zijn er geen directe verwijzingen te vinden naar de Holocaust. Pas een paar jaar later volgden aangrijpende gedichten over dit thema. Zo langdurig verliep het scheppingsproces.

## Ironie
Ironie of humor zijn nooit veraf en verhullen de complexiteit van haar gedichten, "maar de mildheid van deze poëzie is verraderlijk. Door de perfecte dosering weet Szymborska zo feilloos uit te halen, dat het schrijnend absurde of onrechtvaardige van een situatie oplicht (...) concreet, zelfs particulier, en tegelijk algemeen herkenbaar."
Szymborska’s gedichten hebben soms ook een didactische ondertoon. Er spreekt uit haar poëzie, vaak verborgen onder de ironie, een soort van levenslessen. Ze was erg op haar privacy gesteld. Ze wilde haar tijd liever besteden aan het schrijven van gedichten en het maken van collages. Bij hoge uitzondering stemde ze toe met een vraaggesprek: "Toen ik geboren werd, heb ik een contract getekend en daar stond niets in over het geven van interviews. Bovendien houd ik er niet van om over mijzelf te praten."
Hoewel God zelden met naam door haar genoemd wordt, is de Christelijke traditie wel zichtbaar: de onsterfelijkheid van de ziel en de belofte van geborgenheid in het aanzicht van de eeuwigheid, al dichtte Szymborska zelf:
Het leven, hoelang het ook is, zal altijd te kort zijn
Te kort om er ook maar iets aan toe te voegen

## Nederlandse bibliografie
- Gedichten, Stichting De lantaarn cahier 17 (gedichten, vertaling Pim van Sambeek, 1983)(in 1996 bijgewerkte uitgave)
- Verrukking en wanhoop (gedichten, vertaler onbekend, 1996)
- Poems (poetry in the Stedelijk) (drietalige gedichten: Pools, Engels, Nederlands, vertaling Nederlands: Gerard Rasch, 1997)
- De vreugde van het schrijven (gedichten, vertaling: Jo Govaerts, 1997)
- Uitzicht met zandkorrel (selectie gedichten uit voorgaande bundels, vertaling: Gerard Rasch, 1997)
- Onverplichte lectuur (gedichten, vertaler onbekend, 1998)
- Einde en begin (verzamelde gedichten, vertaling: Gerard Rasch, 1999)
- Bloemlezing uit de poëzie van Wislawa Szymborska. Dichters van Nu 13 (gedichten, vertaling: Jeannine Vereecken, Gent, Poëziecentrum, 2001)
- De laatste schreeuw no.10 (Bevat teksten van Rutger Kopland (“Verhaaltje voor jullie”); Lucebert (“Poëziezo easy job”, gedrukt in zwart, grijs en rood door Kees Thomassen (De Uitvreter); Max Dendermonde (“lIefde”); Wislawa Szymborska (“Een ui”); Willem Kloos (“Avond”).,2003)
- Het moment (gedichten, vertaling: Gerard Rasch, 2003)
- Dubbele punt, (gedichten, vertaling: Karol Lesman, 2005)
- Hier (gedichten, vertaling: Karol Lesman, 2009)
- Zo is het genoeg (laatste gedichten, vertaling: Karol Lesman, 2013)
- Zwart lied (gedichten uit oorlogstijd, vertaler onbekend, 2017)

- Bibsys: 90273395
- Biblioteca Nacional de Chile: 000903957
- Biblioteca Nacional de España: XX1223734
- Bibliothèque nationale de France: cb121181826 (data)
- Catàleg d'autoritats de noms i títols de Catalunya: 981058518940606706
- CiNii: DA04012930
- Digitale Bibliotheek voor de Nederlandse Letteren: szym001
- Gemeinsame Normdatei: 119449048
- International Standard Name Identifier: 0000 0001 2030 2418
- KulturNav: 528dc078-da42-4795-be90-c82e17c79830
- Library of Congress Control Number: n81035696
- Nationale Bibliotheek van Letland: 000018312
- MusicBrainz: c1048335-3046-49bc-abbc-a2aad244f3cd
- Bibliotheek van het Japanse parlement: 00666217
- Nationale Bibliotheek van Tsjechië: jn19990008399
- Nationale bibliotheek van Australië: 35811541
- Nationale Bibliotheek van Israël: 987007305854405171
- Nationale Bibliotheek van Polen: a0000001179716
- Nationale en Universitaire bibliotheek Zagreb: 000048737
- Nederlandse Thesaurus van Auteursnamen: 073154822
- Russische Staatsbibliotheek: 000086564
- Istituto Centrale per il Catalogo Unico: MILV002019
- LIBRIS: 95477
- SNAC: w6sb893h
- Système universitaire de documentation: 029587549
- Trove: 1098574
- Virtual International Authority File: 88346011
- WorldCat: E39PBJcc9rgCRGky33qCrpM3wC

1901: Prudhomme ·
1902: Mommsen ·
1903: Bjørnson ·
1904: Mistral, Echegaray ·
1905: Sienkiewicz ·
1906: Carducci ·
1907: Kipling ·
1908: Eucken ·
1909: Lagerlöf ·
1910: Heyse ·
1911: Maeterlinck ·
1912: Hauptmann ·
1913: Tagore ·
1915: Rolland ·
1916: Heidenstam ·
1917: Gjellerup, Pontoppidan ·
1919: Spitteler ·
1920: Hamsun ·
1921: France ·
1922: Benavente ·
1923: Yeats ·
1924: Reymont ·
1925: Shaw ·
1926: Deledda ·
1927: Bergson ·
1928: Undset ·
1929: Mann ·
1930: Lewis ·
1931: Karlfeldt ·
1932: Galsworthy ·
1933: Boenin ·
1934: Pirandello ·
1936: O'Neill ·
1937: Gard ·
1938: Buck ·
1939: Sillanpää ·
1944: Jensen ·
1945: Mistral ·
1946: Hesse ·
1947: Gide ·
1948: Eliot ·
1949: Faulkner ·
1950: Russell ·
1951: Lagerkvist ·
1952: Mauriac ·
1953: Churchill ·
1954: Hemingway ·
1955: Laxness ·
1956: Jiménez ·
1957: Camus ·
1958: Pasternak ·
1959: Quasimodo ·
1960: Perse ·
1961: Andrić ·
1962: Steinbeck ·
1963: Seferis ·
1964: Sartre (geweigerd) ·
1965: Sjolochov ·
1966: Agnon, Sachs ·
1967: Asturias ·
1968: Kawabata ·
1969: Beckett ·
1970: Solzjenitsyn ·
1971: Neruda ·
1972: Böll ·
1973: White ·
1974: Johnson, Martinson ·
1975: Montale ·
1976: Bellow ·
1977: Aleixandre ·
1978: Singer ·
1979: Elýtis ·
1980: Miłosz ·
1981: Canetti ·
1982: García Márquez ·
1983: Golding ·
1984: Seifert ·
1985: Simon ·
1986: Soyinka ·
1987: Brodsky ·
1988: Mahfoez ·
1989: Cela ·
1990: Paz ·
1991: Gordimer ·
1992: Walcott ·
1993: Morrison ·
1994: Oë ·
1995: Heaney ·
1996: Szymborska ·
1997: Fo ·
1998: Saramago ·
1999: Grass ·
2000: Gao ·
2001: Naipaul ·
2002: Kertész ·
2003: Coetzee ·
2004: Jelinek ·
2005: Pinter ·
2006: Pamuk ·
2007: Lessing ·
2008: Le Clézio ·
2009: Müller ·
2010: Vargas Llosa ·
2011: Tranströmer ·
2012: Mo ·
2013: Munro ·
2014: Modiano ·
2015: Aleksijevitsj ·
2016: Dylan ·
2017: Ishiguro ·
2018: Tokarczuk ·
2019: Handke ·
2020: Glück ·
2021: Gurnah ·
2022: Ernaux ·
2023: Fosse ·
2024: Kang ·